# Sarah Cotter
Pour les articles homonymes, voir Cotter.
 (juin 2020).
Sarah Cotter (fl. 1751-1792) est une imprimeuse et une libraire irlandaise.

## Biographie
Sarah Cotter est peut-être la sœur, ou la fille du libraire Joseph Cotter,, mort vers 1751. Elle reprend son entreprise, qui opère pour le Dick's Coffee House situé sur Skinner Row à Dublin depuis 1744 et sous ses auspices jusqu'en 1774. Cotter est l'une des rares femmes à être admise dans la guilde de Saint-Luc en tant que frère en 1756, les femmes étant généralement refusées car elles ne jouissent pas de la pleine liberté. Elle verse le paiement trimestriel à la guilde jusqu'en 1770.
Cotter remarque qu'il y a un marché pour un éditeur spécialisé dans les ouvrages juridiques, s'engageant dans ce travail avec d'autres imprimeurs comme elle l'a fait avec Oliver Nelson et Richard Watts (fl. 1745-1762) dans la publication des Sir John Strange's Reports of adjudged cases in the courts of Chancery (1756). Elle s'établit comme éditrice de droit et libraire, publiant un Sale catalogue of law books for 1766 et fait régulièrement de la publicité dans les journaux, notamment le Dublin Journal et le Freeman's Journal. Elle favorise les liens avec le commerce du livre à Londres, en important des livres et en se positionnant comme agent à Dublin pour les publications empreintes de Londres. Parmi les autres publications de Cotter, on trouve Poems by eminent ladies (1757), Shakespeare's Measure for measure (1761), Philosophical enquiry (4e édition de 1766) d'Edmund Burke, et A collection of apothegms and maxims for the good conduct of life de Gorges Edmond Howard (1767),.
Cotter épouse Joseph Stringer (fl. 1754-1783) en 1768. Il est peintre-teinturier de Dublin. Cotter continue à utiliser commercialement son nom de mariée, imprimant The Wonder! or a woman keeps a secret une pièce de Susanna Centlivre la même année. Son mari et son ancien apprenti Charles Ingham (fl. 1747–1792) dirige l'entreprise à partir de 1768, Cotter prenant officiellement sa retraite en 1774. Cotter écrit à Philip Skelton le 21 septembre 1784 de Summerhill, Dublin, louant son livre An appeal to commonsense on the subject of Christianity. Pour promouvoir ses idées, elle offre et paye une édition moins couteuse à imprimer pour permettre une plus large diffusion. Plus tard, il lui donne la permission de faire dessiner son portrait, à condition qu'aucune copie ne soit faite et que Cotter le détruise avant sa mort. Elle le fait trois mois avant sa mort en 1792. Son testament est attesté à la cour de prérogative de Dublin la même année. Les livres de Cotter sont inclus dans A catalogue of the Bradshaw collection of Irish books in the University of Cambridge 1602–1882 de 1916,.